# 李佳璇
李佳璇（1981年10月3日—），中國女演員，畢業於上海戲劇學院。因2000年主演电影《非常假日》以及2006年主演《租期》而備受注目。2012年，出演《后宫甄嬛传》中的「丽嫔」。